# Sonmudo
Le sonmudo (coréen : 선무도, hanja : 禅武道 romanisation révisée : seonmudo, littéralement, voie de la guerre (de l'école) seon/son) est un art martial son (équivalent du chan chinois et du zen japonais) d'origine coréenne. Il s'agit d'une forme de yoga dynamique, reposant sur le contrôle de la respiration, du mouvement et de la pensée. 

## Histoire
Perpétué et enseigné par les moines bouddhistes qui étaient par ailleurs précepteurs des jeunes hommes de la caste guerrière, les Hwarang, son origine est liée à celle du bouddhisme coréen. Il est connu au départ sous le nom de « keum kang yeong kwan » (금강영관).
Ainsi les moines ont participé à la défense de la Corée contre ses ennemis tels que le Japon, notamment sous la direction du moine Sosan (1520-1604).
Sous l'occupation japonaise du XXe siècle, sa pratique fut réprimée tout comme celle des autres arts martiaux traditionnels coréens, car la culture coréenne était considérée comme décadente par l'occupant. Le kum kan yung kwan traversa néanmoins cette épreuve. Ainsi en 1984, le moine Joeg Un Seol demanda l'autorisation à son maître, le moine Yang Hik, de développer leur discipline en dehors des temples. Yang hik célèbre moine mort en méditation en 2006 était un moine qui, avant de se fixer a Pomosa a parcouru la Corée pour retrouver les différentes sources de l'art Bouddhique le Ji Kwan, l'art du souffle de vérité. C'est ensuite qu'il fonda ke Kum Kan Yung kwan dont le moine jeog un Seol donna le vocable de Seonmudo « art martial chan », y appliquant sa philosophie : La voix de la porte du grand diamant. Il en fut fait ainsi, et maître Jeog Un Seol créa le centre mondial du sonmudo au temple de Golgul.

## Spiritualité
À l'heure actuelle en Corée, pays majoritairement bouddhiste, le sonmudo reste assez lié à son héritage religieux. En revanche dans le reste du monde, comme en France par exemple, sa pratique est presque entièrement dégagée de cet aspect spirituel, et ne gênera pas un public athée ou pratiquant une autre religion. Il garde néanmoins une certaine empreinte de sa philosophie zen, dans l'optique d'aider le pratiquant à se détacher du stress du quotidien.

## Pratique
Elle est fondée sur trois principes de base :
- Le contrôle du mouvement, qui doit être naturel, lent et détendu,
- Le contrôle de la respiration qui doit être lente et synchrone avec le geste,
- Le contrôle de la pensée, qui dirige le ki, le souffle, à l'intérieur du corps.

Le sonmudo est souvent comparé au yoga ou au taï-chi-chuan. Ceci est assez justifié dans la mesure où l'idée est de maintenir le pratiquant en bonne santé et de l'aider à combattre les effets du stress. Néanmoins il apparaît moins statique que le yoga : Les exercices de contrôle du mouvement demandent des déplacements assez importants. Ensuite les mouvements sont le plus souvent effectués de manière lente, mais ce n'est pas une règle générale : Les sauts font aussi partie de la pratique. D'une manière générale, le sonmudo est perçu par les regards extérieurs comme étant plus dynamique que ce qui est vu dans les pratiques apparentées au yoga.
Les exercices sont constitués entre autres (la pratique est vaste et ceci ne peut pas être considéré comme exhaustif) de gymnastique zen pour les échauffements, de yoga au sol, yoga assis, yoga debout, et enfin d’enchaînements courts (tchi dé ché) et longs (you no)

## Bienfaits attribués
Les bénéfices pour la santé rapportés par les pratiquants sont bien sûr sujets à une certaine subjectivité. Mais d'une manière générale, le sonmudo apporte bien sûr les bienfaits d'une pratique sportive, meilleure endurance, meilleures performances etc. Mais il est également rapporté que ses mouvements doux et harmonieux peuvent aider à retrouver un certain équilibre physique, perdu par exemple à la suite de traumatismes répétés lors d'une pratiques sportive brutale. Si cela ne serait vérifiable que par des études cliniques, il est en revanche certain que les risques de traumatismes sont réduits par la nature même de la pratique.

## Développement
Le temple de Golgul attire un public très cosmopolite, ce qui permet au sonmudo de se faire connaître petit à petit de par le monde. Néanmoins, malgré un certain succès des écoles créées (elles peuvent compter plusieurs dizaines d'élèves), sa diffusion reste actuellement assez confidentielle probablement à cause de l'ouverture au public récente et du nombre encore faible d'instructeurs formés.